# Маруновий берет

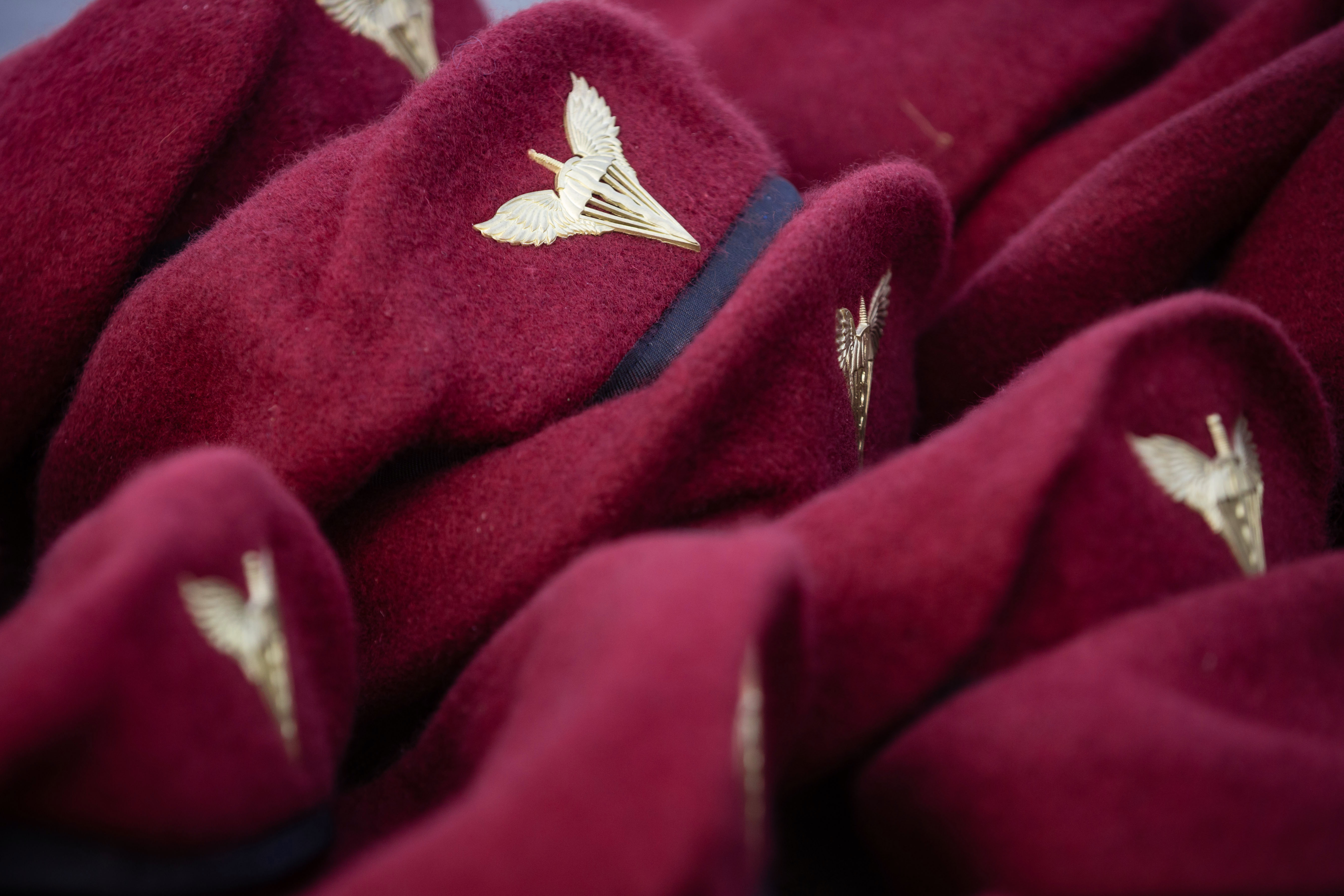
Берети Десантно-штурмових військ ЗСУ зразка 2017 року

Маруновий берет — військовий берет, головний убір марунового (темно-бордового) кольору, що входить до однострою військовослужбовців десантних, повітрянодесантних, десантно-штурмових військ та є міжнародним символом з часів Другої світової війни.
Маруновий берет вперше з'явився в листопаді 1942 року у військовій формі одягу британського парашутно-десантного полку в Північній Африці, за наказом майор-генерала Фредеріка Браунінга, командувача 1-ї повітрянодесантної дивізії.

## Історія

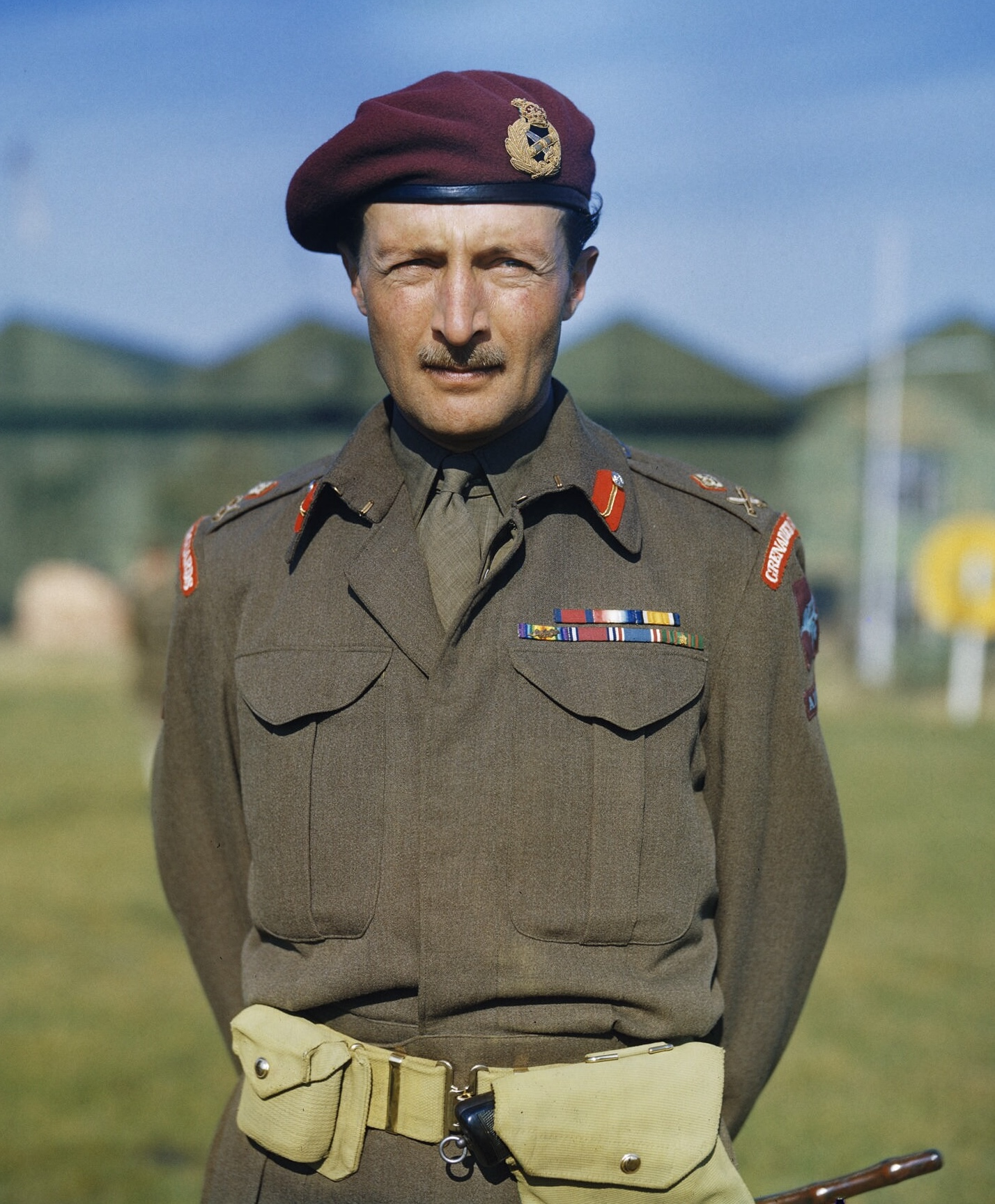
Генерал Фредерік Браунінг у маруновому береті зразка 1942 року

Першими у 1924 році почали носити берети (чорного кольору) військовослужбовці британського Бронетанкового корпусу. Під час Другої світової війни деякі підрозділи британської армії теж оцінили берети як практичні головні убори, які займають мало місця, в яких можна спати та які зручно носити під шоломами.
Щодо марунового кольору беретів існує легенда, згідно з якою майор-генерал Фредерік Браунінг (прізвисько «Хлопець», англ. Boy) прислухався до поради дружини, Дафни дю Мор'є, яка запропонувала йому обрати один зі своїх скакових кольорів. Проте у листі, що зберігається в Британському повітрянодесантному архіві, вона заперечує цю історію.
Темно-бордовий берет був прийнятий у британських десантників у липні (або листопаді) 1942 року. Спочатку він був прикрашений значком армійського повітряного корпусу (Army Air Corps). У 1943 році його замінили на значок парашутного полку (Parachute Regiment).
За маруновий колір беретів (та бойові навички) під час кампанії в Лівійській пустелі (1940—1943) німецькі солдати Африканського корпусу вермахту почали називати британських десантників «червоними дияволами» (нім. Rote Teufel).

### СРСР
У Радянському Союзі десантники носили бордовий берет до кінця 1960-х років, коли командувач ВДВ Маргелов вирішив, що бордовий берет для десантників — це «західна ідея», і ввів блакитний («волошковий») берет. Ймовірно, на обрання кольору беретів ВДВ вплинули колір радянських ВПС і колір шоломів радянських десантників на східному фронті Другої світової війни.

## Україна

Штандарт командувача ДШВ ЗСУ

У Збройних силах України до 2017 року в десантних (повітряно-десантних, аеромобільних, високомобільних) військах використовувалися берети радянського зразка блакитного кольору. 21 листопада 2017 року, в День Десантно-штурмових військ Збройних сил України, колір беретів було замінено на маруновий (темно-бордовий). Також Десантно-штурмові війська отримали нові знаки розрізнення: купол парашута «як символ десантних підрозділів у всьому світі», крила архангела Михаїла та «вогняний меч, яким він уражає ворогів роду людського».
На урочистостях 17 листопада 2017 року Президент України зазначив, що «бордові берети для ідентифікації своїх десантників використовують 59 країн світу, 19 з яких — це країни-члени НАТО».

## В інших країнах

### Австрія
- 25-й (повітряно-десантний) піхотний батальйон
- Сили спеціальних операцій (до 2003)

### Австралія(Dull Cherry)
- 3-тя парашутно-десантна батальйонна група (тільки парашутисти, 1985—2012)
- Повітряно-десантний взвод Королівського австралійського полку (1951—1974)

### Азербайджан

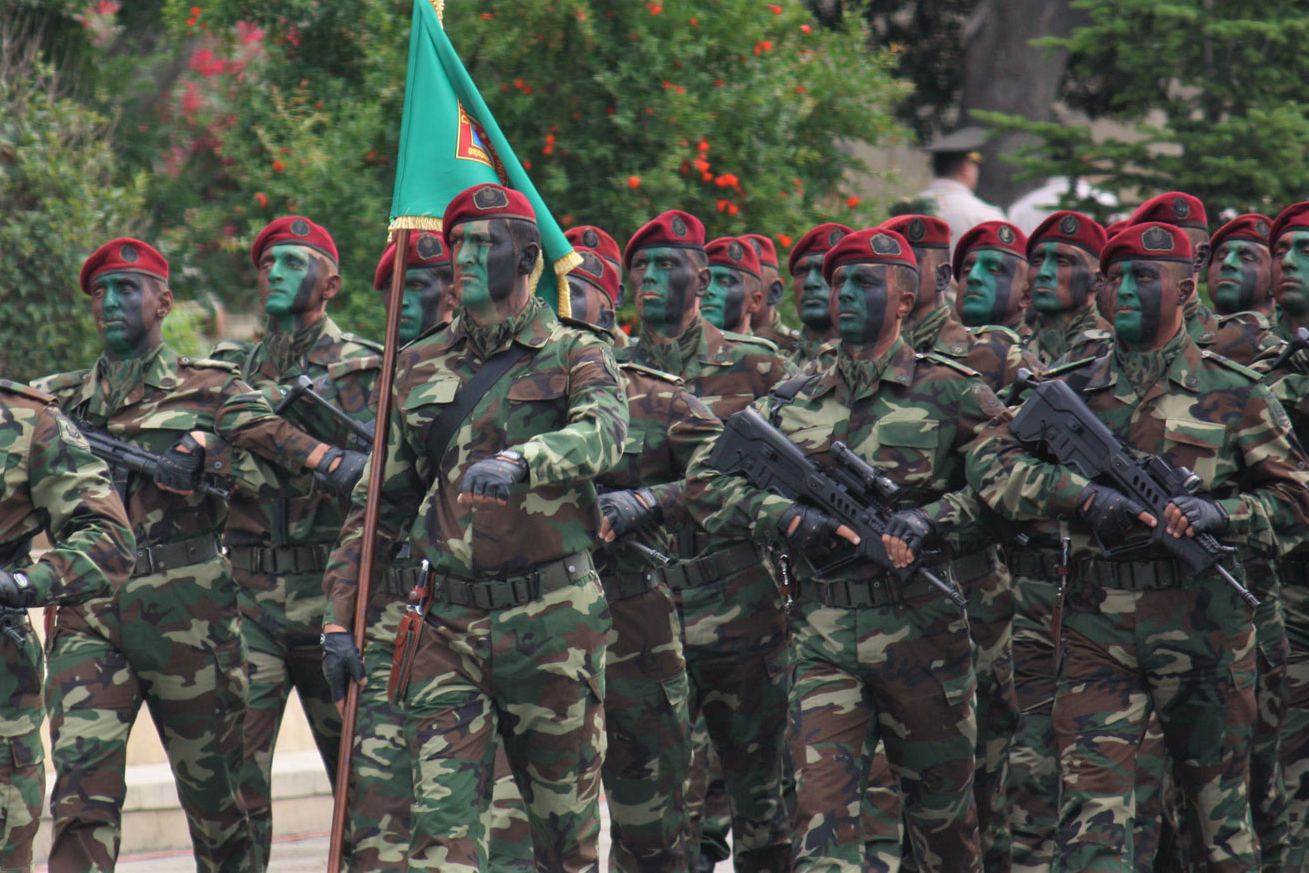
Підрозділ спеціального призначення армії Азербайджана на параді, 2011 рік

- Сили спеціального призначення

### Аргентина
- 601-й десантно-штурмовий полк
- Оперативне командування збройних сил

### Афганістан
- Бригада командос Афганської національної армії
- Десантні полки (до 1992)

### Бангладеш
- 1-ша бригада спеціального призначення
- Кадети Мірзапурської військової школи-інтернату
- Військовослужбовці армійської авіації
- Військовослужбовці медичної служби

### Бельгія
- Бригада парашутистів-командос

### Бразилія
- Парашутно-десантна піхотна бригада

### Бруней
- Полк спеціальних сил

### Буркіна-Фасо
- Усі військовослужбовці

### Велика Британія(Maroon Machine)
- Парашутно-десантний полк
- 16-та десантно-штурмова бригада

### Венесуела
- Національна гвардія

### Гватемала
- Сили спеціальних операцій

### Греція
- 1-ша бригада армійської авіації

### Данія
- Єгерські війська спеціального призначення (після навчання)

### Ізраїль
- Десантна бригада «Цанханім»
- Деякі елітні підрозділи спеціального призначення («Сайерет Маткал», «Окетц», «Маглан», «Дувдеван», «Егоз» та інші)

### Індія
- Парашутно-десантний полк
- Сили спеціальних операцій
- Президентська охорона
- Морські командос

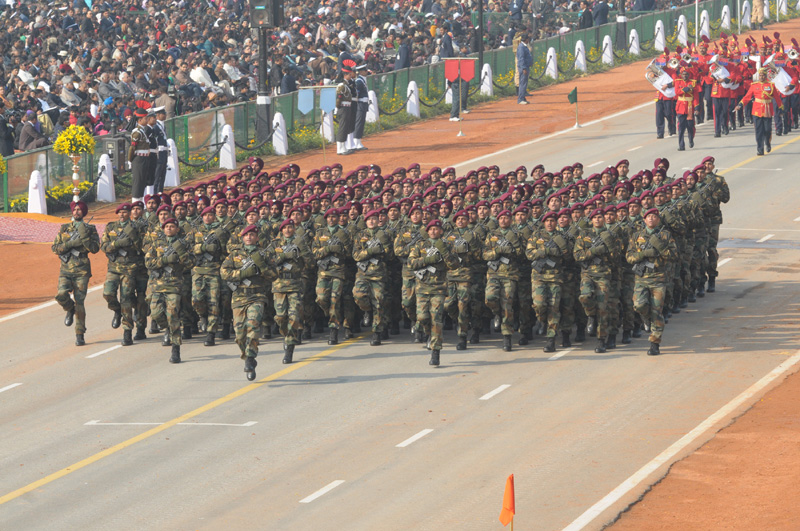
Індійський парашутно-десантний полк на параді, 2012 рік

- Сила спеціальних операцій повітряних сил

### Індонезія
- Армійська авіація
- Бойові плавці спецпідрозділу ВМС

### Іспанія
(Іспанські десантники традиційно носять берет чорного кольору.)
- 1-й піхотний полк «Inmemorial del Rey» (найстаріший військовий підрозділ світу)
- 1-й розвідувальний полк
- Корпус швидкого розгортання НАТО в Іспанії

### Італія
- Десантні підрозділи збройних сил

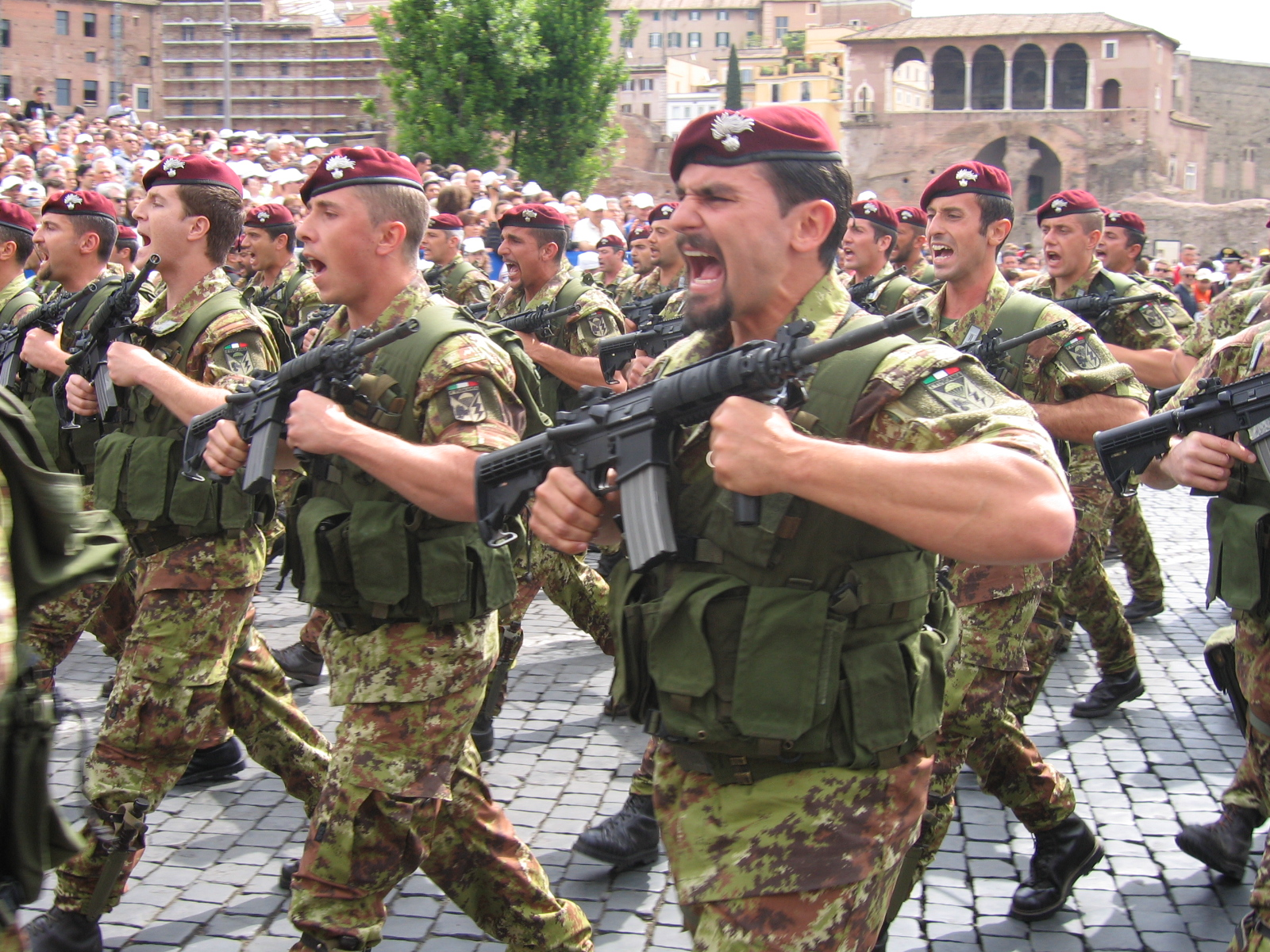
Італійські парашутисти-карабінери, 2006 рік

- Спеціальний підрозділ поліції (Nucleo operativo centrale di sicurezza).

### Канада
- Військові-парашутисти

### Литва
- Добровольчі сили національної оборони

### Ліван
- Рейнджери
- Морські командос

### Малайзія

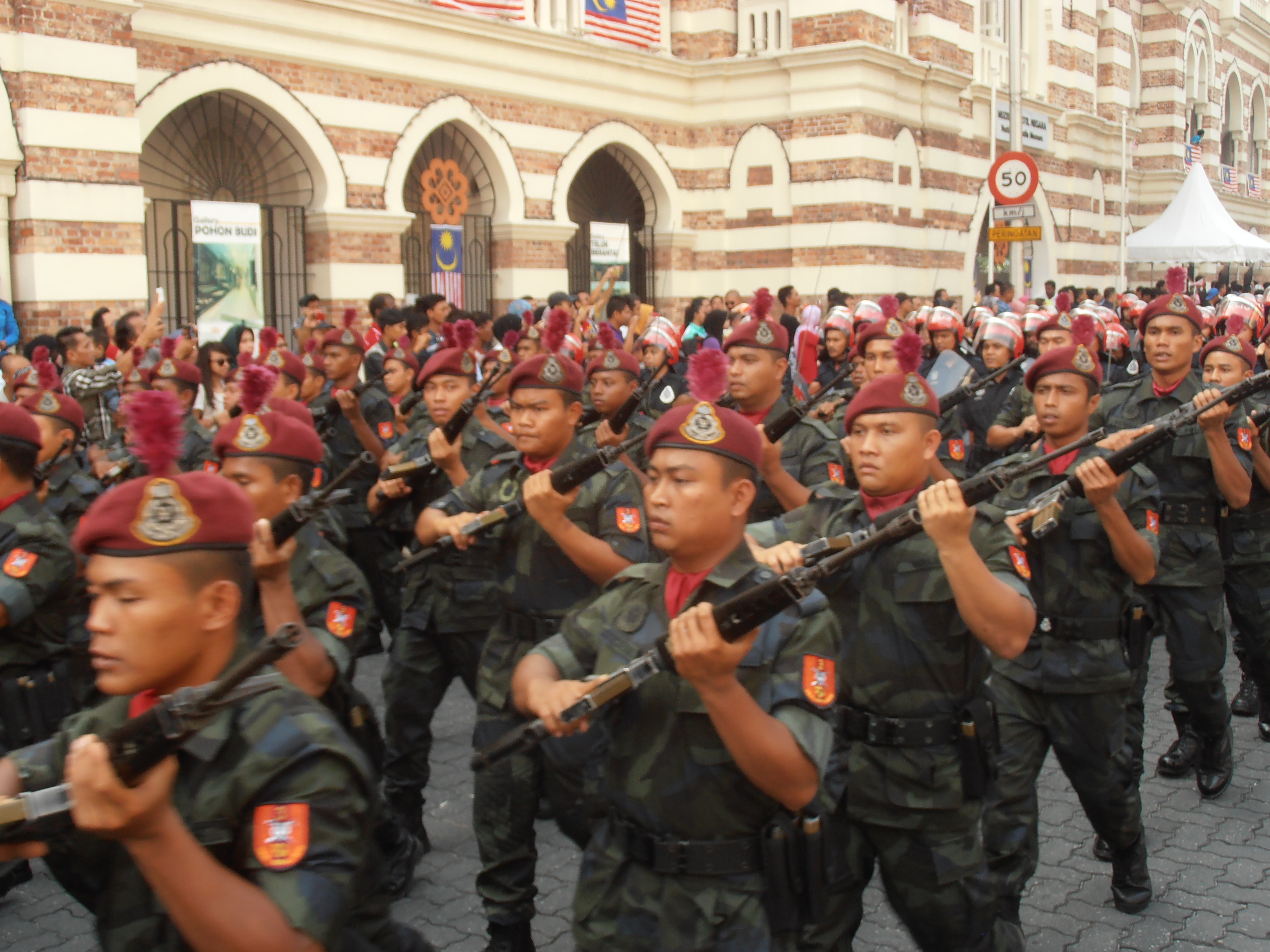
Малайзійський спецпідрозділ поліції в марунових беретах, 2013 рік

- 10-та парашутно-десантна бригада
- Два спецпідрозділи поліції

### Мексика
- Парашутно-стрілецька бригада

### Намібія
- Сили спеціальних операцій

### Нідерланди
- 11-та аеромобільна бригада (після навчання)

### Німеччина
- Сили спеціальних операцій
- Повітрянодесантні війська
- Корпус армійської авіації

### Норвегія
- Командос (раніше — парашутисти-рейнджери)

### Пакистан
- Армійські Сили спеціального призначення
- Армійська авіація
- Протиповітряна оборона
- Військові медики
- Сили спеціального призначення ВМС
- Сили спеціального призначення ПС

### Польща
- Десантники («бордові берети»)
- Армійська авіація («повітряна кавалерія»)

### Португалія
- Добровольчий десантний підрозділ (1971—1974)

### Росія
- Спецпідрозділи МВС («краповий берет» з кокардою над правим оком, на відміну від західних країн)

### Сербія
- 63-тя парашутно-десантна бригада

### Сінгапур
- Командос — малиновий колір

### Словаччина
- 5-й полк спеціальних операцій
- Пошуково-рятувальна служба ПС

### Сомалі
- Усі військовослужбовці

### Південноафриканська республіка
- 44-й парашутно-десантний полк
- Підрозділи спеціального призначення
- 7-ма група медичного батальйону носять стандартний малиновий берет
- Військова служба охорони здоров'я — малиновий колір

### США

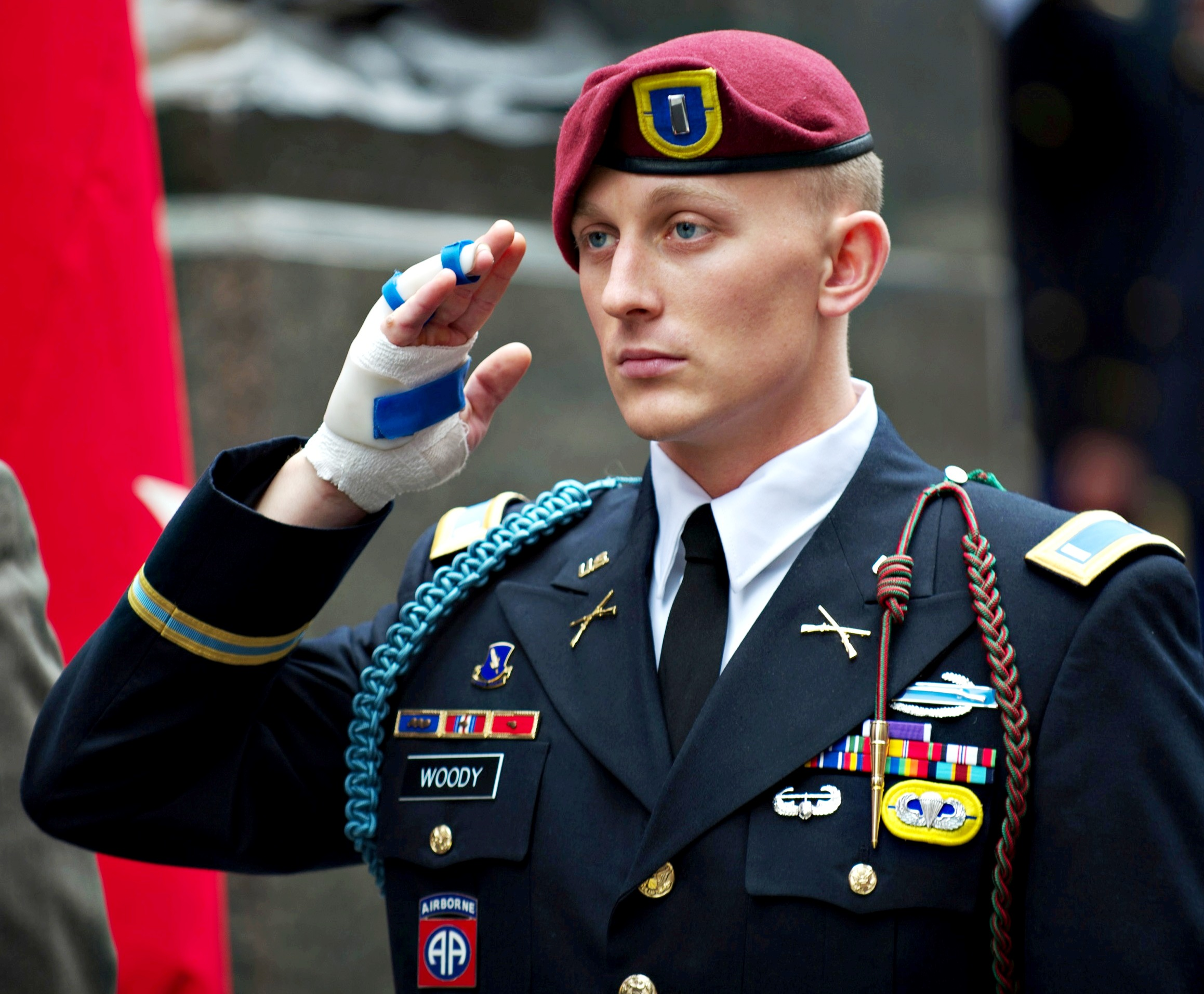
Офіцер піхотного полку 82-ї повітряно-десантної дивізії Армії США, 2012 рік

- Парашутисти-рятівники Повітряних сил США
- Офіцери бойового рятування Повітряних сил США
- Парашутно-десантні полки

### Таїланд
- Сили спеціальних операцій
- Десантники 31-го піхотного полку королівської гвардії

### Туреччина
- Сили спеціальних операцій («Bordo Bereliler»)

### Фінляндія
- Спеціальний єгерський батальйон (після навчання)

### Франція
(берети кольору щириці)
- Десантні підрозділи (крім командос)
- Морська піхота (крім морських командос)
- Сили спеціальних операцій (крім легіонерів)

### Чехія
- 601-ша група спеціального призначення
- 4-та бригада швидкого розгортання

### Чилі
- Бронетанкові війська
- Гірські, десантні та штурмові підрозділи (в минулому)

### Швеція
- Повітряно-десантний підрозділ спеціальних операцій

### Шрі-Ланка
- Полк командос